# 氦
氦（轉寫为「helios」，直譯为「太陽」；舊譯氜）是一種化學元素，化學符號为He，原子序數为2，原子量為4.002602 u。是一種無色、無臭、無味、无毒的惰性單原子氣體。它也是稀有气体族的第一個元素。其单质熔点和沸點為所有元素中最低的。繼氫原子之後，氦是可觀宇宙中第二輕且含量第二高的元素，在全宇宙的元素質量中大約佔了24%，超过其它原子总和的12倍。它的總含量和太陽或木星內的比例十分相似。這是因為和接下來三個元素比較起來，氦-4有非常高的核結合能（每個核子中）。而它的高結合能也能解釋為何它是核融合與核衰變的產物。氦-4是宇宙中氦最主要的同位素，最廣泛的來源形成於大霹靂時期。而新的氦形成於恒星內部的核融合反應。
氦是以希臘神話中泰坦族的太陽神赫利奧斯命名。氦的首次發現是由乔治斯·雷页特、C. T. 海格上尉、诺曼·R·波格森和约翰·赫歇尔中尉在1868年的日全食觀測到一條未知的黃色光譜，後來被法國的天文學家侏尔斯·詹森證實有這條光譜，同時约瑟夫·诺曼·洛克耶也獨力在英國發現一樣的結果。人們認為發現氦是侏尔斯·詹森和约瑟夫·诺曼·洛克耶的功勞。而洛克耶也是第一個提出這條光譜是來自一種新的元素，並命名此元素。而正式的發現則是在1895年由瑞典的兩位化學家佩尔·特奥多尔·克莱韦和尼尔斯·朗勒特從瀝青鈾礦中分離出氦。在1903年，在美國發現大存量的天然氦氣井，直到現在依舊為氦氣的最大供應商。
而液態氦則用於低溫（單用氦的最大宗，佔了四分之一），特別是在超導磁體的冷卻中，主要的商業應用是在MRI掃描儀中。 在工業上，氦氣有許多用途。例如：作為加壓和吹掃氣體、電弧焊接時的保護氣體、及參與製造晶體的化學反應過程（如製造矽晶圓時，氦氣佔所產生氣體的一半）。日常生活中的小用途則是作為氣球或飛艇上升所需的氣體。與密度和空氣密度不同的任何氣體一樣，吸入少量氦氣會暫時改變人聲的音調。在科研方面，氦(4He)兩個流體相(He I & He II)的表現性，對於科學家在研究量子力學(特別是超流動性的性質)及觀察如超導電性（產於近乎絕對零度）的現象是很重要的。
在地球上，它在大氣中的濃度為5.2 ppm，較為稀少。今天陸地上大多數存在的為氦是由重放射性元素（例如釷和鈾的天然放射性衰變）產生的，這種衰變會發射出由氦-4核組成的α粒子。該放射性氦被天然氣捕獲，其體積濃度可高達7％，而後再經過分餾的低溫分離過程，以進行商業提取。先前，地球上的氦為不可再生資源，因為一旦釋放到大氣中，它很容易逃逸到太空，人們認為這種情況將會使氦日益短缺。然而，近來的研究指出，透過輻射衰變生成於地球深層的氦氣，在某些情況下透過火山運動被釋放，使得大氣中能被收集的氦氣量比預期的更多。

## 历史
首个证明氦存在的证据是太阳色球的发射光谱中的一条亮黄色谱线。1868年8月18日，法国天文学家皮埃尔·让森在印度的貢土爾观测日全食时，发现了这条波长为587.49 nm的谱线。起初人们推测这条谱线来自钠。同年10月20日，英国天文学家约瑟夫·诺曼·洛克耶在太阳光谱中发现了一条黄线。由于这条谱线的波长和夫朗和斐譜線中钠产生的D1线和D2的波长相似，洛克耶将其命名为D3线。他还提出这条谱线来自太阳上的一种尚未在地球上发现的元素。洛克耶和英国化学家爱德华·弗兰克兰以希腊语中「ἥλιος」（helios，意为“太阳神赫利俄斯”）一词，将这一元素命名为Helium.

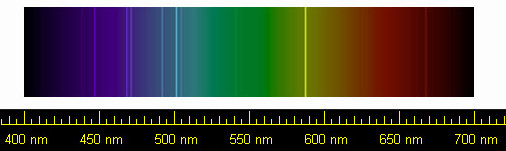
氦的谱线

1881年，意大利物理学家路易吉·帕尔米耶里在分析维苏威火山的岩浆时发现了氦的D3线，这是氦在地球上的首次发现记录。
1895年3月26日，苏格兰化学家威廉·拉姆齐爵士将钇铀矿（一种瀝青鈾礦，其质量的10%为稀土元素）用酸处理，首次在地球上分离出氦。拉姆齐当时在寻找氩，他用硫酸处理矿物，分离释放出的气体中的氮和氧。在剩下的气体中，他发现了一条和太阳光谱中的D3线吻合的黄色谱线。洛克耶和英国物理学家威廉·克鲁克斯鉴定了这一气体样品，证明了它是氦气，且氦非金屬元素。同一年，两位化学家佩尔·特奥多尔·克莱韦和尼尔斯·朗勒特在瑞典乌普萨拉独立从钇铀矿中分离出氦；他们收集的氦足以测定这一元素的原子量。在拉姆齐分离氦之前，美国地质化学家威廉·弗朗西斯·希尔布兰德同样注意到一份沥青铀矿样品中的一条不寻常的谱线，并从中分离出氦；但他认为这些谱线来自氮气。他致拉姆齐的贺信是科学史上“发现”和“邻近发现”的一个有趣例子。
1907年，欧内斯特·卢瑟福与托马斯·罗伊兹让α粒子穿透玻璃壁进入真空管，向管中放电后观察管内气体的发射光谱，证明α粒子就是氦核。1908年，荷兰物理学家海克·卡末林·昂内斯将氦冷却至不到1K的低温，从而首次制得液态氦。他还试着将氦固化，但是氦没有固、液、气三相平衡的三相点，因此他的尝试没有成功。1926年，昂内斯的学生威廉·亨德里克·科索姆在低温下向氦加压，制得了1 cm3的固态氦。

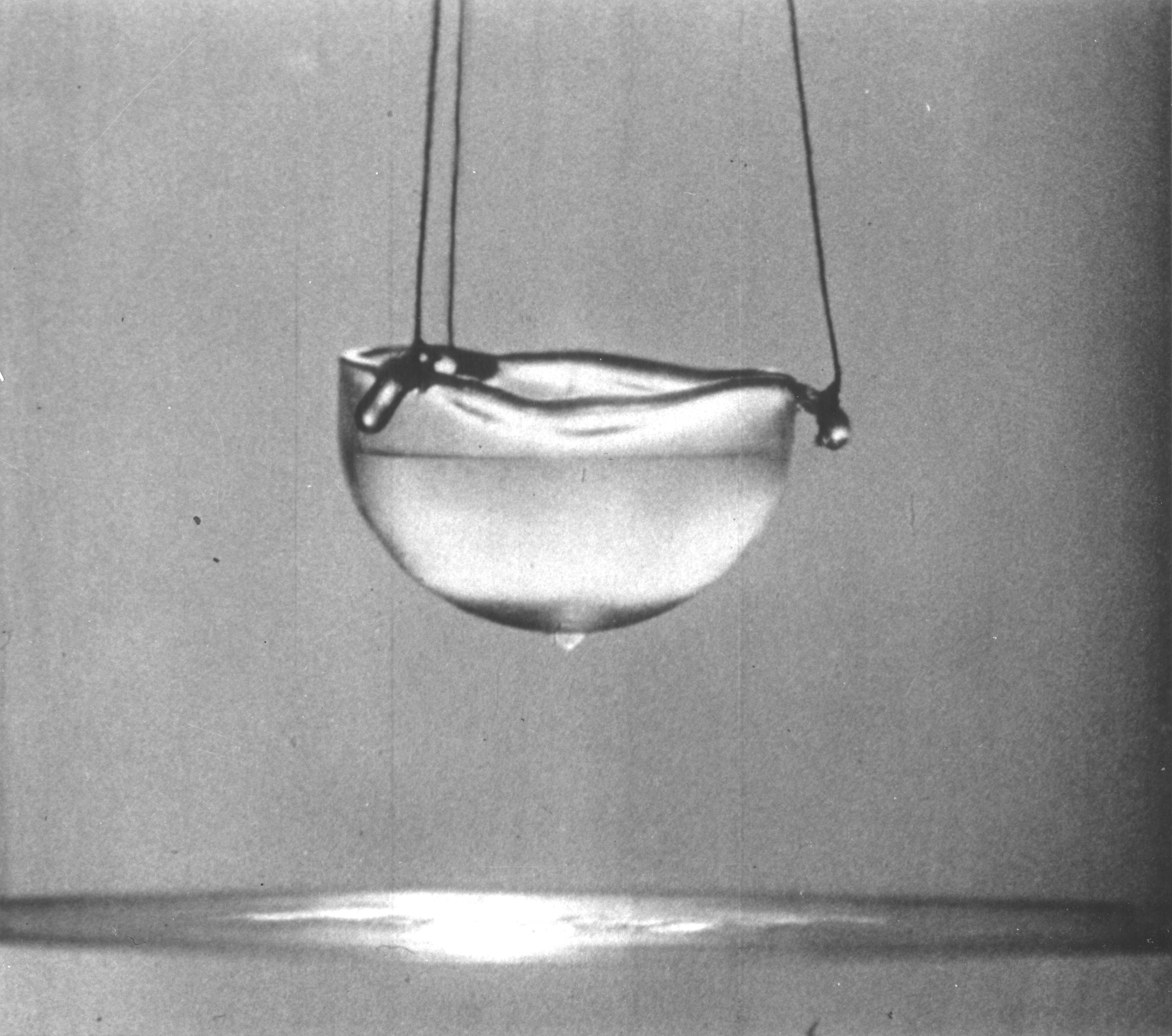
處於超流相的液氦，會在杯身內面向上緩慢攀爬，攀越過杯口，然後在杯身外面向下緩慢滑落，集結在一起，形成一滴液氦珠，最後滴落在下面的液氦裏。這樣，液氦會一滴一滴的滴落，直到杯子完全流空為止

1938年，苏联物理学家彼得·列昂尼多维奇·卡皮察发现氦-4在接近绝对零度时几乎没有粘度，从而发现了今天所说的超流体。这一现象和玻色-爱因斯坦凝聚有关。1972年，美国物理学家道格拉斯·奥谢罗夫、戴维·李、以及罗伯特·科尔曼·理查森发现氦-3也有超流体现象，但所需的温度比氦-4低得多。氦-3的超流体现象被认为和氦-3费米子配对形成玻色子有关，这种配对和超导体中电子形成的库珀对类似。
1903年，在德克斯特鎮區 （英文：Dexter, Kansas）的一場鑽油作業中，產生了一種不會燃燒的氣體間歇泉。堪薩斯州的地質學家伊拉斯謨斯·哈沃斯收集了這些溢出氣體的樣本，並帶回勞倫斯郡的堪薩斯大學，在化學家漢密爾頓·卡迪和戴夫·麥可法蘭德的協助下，發現這種氣體是由72%氮、15%甲烷、1%氫、12%的不明氣體所組成。進一步的分析後，漢密爾頓·卡迪和戴夫·麥可法蘭德發現樣本中1.84%是氦。這顯示了氦氣雖然在地球上很罕見，但大量集中在北美大平原地區，可視作天然氣的副產品並從中萃取。
這項發現也使美國成為全世界氦氣的主要供應者。在理查德·特雷爾福爾理查德·特雷爾福爾爵士的建議下，第一次世界大戰中，美國海軍贊助了三座小型的氦氣實驗工廠。工廠的目標是提供比空氣輕的不可燃氣體供防空氣球使用。在這個計畫中，儘管先前已經獲得了不到一立方公尺的天然氣，但該計劃共生產了5,700立方公尺（200,000立方英尺）的92％氦氣。某些部分也運用在全球首艘氦氣飛船──美國海軍的C-7飛船，在1921年12月1日從維吉尼亞的漢普頓錨地首航至華盛頓哥倫比亞特區的博林地區。比起美國海軍飛機工廠製造，在1923年9月啟航的第一艘硬式氦氣飛艇─雪南多亞號─將近提早了兩年。
雖然萃取過程中運用的低溫氣體液化技術，在第一次世界大戰時期間沒有及時發展，但生產依然繼續進行。氦氣主要用於航空器中輕於空氣的舉升氣體。在第二次世界大戰中，因為舉升氣體與氦氣屏蔽電弧焊接的用途，氦氣的需求逐漸增加，而氦質譜儀在製作原子彈的曼哈頓計劃中也非常重要。
1925年，為了供應戰爭時期軍事飛艇、和平時期商業飛艇，美國政府在德克薩斯州的阿馬里洛啟用了國家氦儲備。1925年的氦氣法修正案，禁止出口氦氣，使美國得以獨占氦氣生產，隨著使用氦氣的巨額花費，興登堡飛船，如同所有的齊柏林飛船，被迫使用氫氣當作舉升氣體。氦氣市場在第第二次世界大戰之後開始消沉，但為了確保液態氦的供應，儲備在1950年代開始擴大，在太空競賽與冷戰當作製作氫氧火箭推進劑（及其他用途）的冷卻液。在1965年在美國使用的氦氣是戰時高峰消耗量的八倍多。
在1960年的氦氣法修正案（美國公法86–777）通過後，美國礦業局安排了五間私人工廠從天然氣當中提取氦氣。因應氦氣保存計畫，當局在堪薩斯州的布什頓建造了425英里（684公里）的管線，將這些工廠與德克薩斯州阿馬里洛附近政府部分耗盡的克利夫赛德天然氣田（Cliffside gas field）連接起來。這些氦-氮混合物被注入並儲存在克利夫赛德天然氣田，直到需要時再進一步的純化。
到了1995年，收集與保存10億立方公尺的氣體花費了14億美元的債務，促使美國國會在1996年淘汰儲備。1996年的氦氣法修正案（美國公法104–273）便針對美國內政部，要求清空儲備，並於2005年開始銷售。
氦氣生產純度在1930到1945年間大約為98.3%（2%氮氣），為飛艇提供充足的燃料。在1945年，少量的99.9%氦氣作為焊接用途。到了1949，就可取得商業量的A級99.5%氦氣。
多年以來，美國生產全球超過90%商業用氦氣，其餘的是由在加拿大、波蘭、俄羅斯和其他國家的萃取工廠製造。在1990年代中期，位於阿爾及利亞阿爾澤的新工廠開始作業後，製造了1700萬立方公尺（6億立方英呎），足夠供應全歐洲的需求。同時，截至2000年，美國國內的氦氣消耗量每年已成長超過1500萬公斤。在2004至2006年間，在拉斯拉凡、卡塔、阿爾及利亞的斯基克達建立了更多的工廠。阿爾及利亞迅速成為氦氣製造的第二大國。透過這次擴建，氦氣的消耗量與生產成本都向上提升。從2002到2007年，氦氣的價格翻了一倍。
截至2012年，美國國家氦儲備占了全球30%的氦氣，預估在2018年消耗殆盡。儘管如此，美國參議院所提議的法案仍允許繼續販售。其他大型儲備位於美國堪薩斯州的休哥頓和附近的天然氣田，以及德克薩斯州和奧克拉荷馬州的突出部。新的工廠預估在2012年於卡塔、俄羅斯和美國的懷俄明州投产，但他們不被預期能緩解短缺。
在2013年，卡達啟用了全球最大的氦氣工廠，雖然2017年卡達外交危機嚴重影響當地的氦氣生產。2014年被廣泛認定為氦氣貿易供過於求的一年，但隨後幾年卻是明顯的短缺。那斯達克報導（2015年）三福氣體股份有限公司（Air Products）—— 一家銷售工業用氣體的國際公司─由於原料供應的限制，氦氣量仍然處於經濟壓力之下。

### 名称由来
在皮埃尔·让森从太阳光谱中发现氦时，英国人洛克耶和弗兰克兰（E. F. Frankland）认为这种物质在地球上还没有发现，因此定名为“氦”（法文为，英文为），源自希腊语，意为“太阳”。
在中文里，晚清时由传教士创办的益智书会译作“氜”（读作“日”），以表示从太阳光中发现的气态元素。1915年，由中华民国教育部颁布的《无机化学命名草案》则采用发音与英文更为一致的“氦”，并沿用至今。

## 性質
氦气在所有气体中最难液化，沸點僅為4.22K，這源於氦極低的極性。同時，氦是唯一不能在标准大气压下固化的物质，也沒有固-液-气三相點。基於類似的原因，氦在水中的溶解度也極小，20°C時每升水中僅能溶解8.61毫升。
液氦在温度降至2.178 K（−271 ℃）时，性质会发生突变，粘度极小，能形成只有几个原子厚度的薄膜，发生无粘度流动，成为一种超流体，稱為氦(II)，正常的液氦稱作氦(I)。这种氦(II)的表面张力很小，能沿容器壁向上流动，直到兩邊液面等高。此時的氦热传导性为铜的800倍，成為導熱性能極佳的熱導體。其比热容、压缩性等都是反常的。液氦的另一重要性質是能穿透許多常見材料，如PVC、橡膠與大部分玻璃，所以玻璃杜瓦瓶無法用於液氦的操作。
氦的化学性质很不活躍，一般状态下不會和其它物质反应，但目前已获得在高于113GPa压力下热力学稳定的Na2He，并且可能存在15GPa条件下结构类似的Na2HeO。

### 同位素
現時已知的氦同位素有八種，包括氦3、氦4、氦5、氦6、氦8等，但只有氦3和氦4是穩定的，其餘的均帶有放射性。在自然界中，氦同位素中以氦4佔最多，多是從其他放射性物質的α衰變放出α粒子（氦4原子核）而來。氦3的含量在地球上極少，而在月球上储量巨大，它們均是由超重氫（氚）的β衰變所產生。

## 分布
氦存在于整个宇宙中，按质量计占23%。但在自然界中主要存在于天然气或放射性矿石中。在地球大氣層中，氦的濃度十分低，只有体积比百万分之5.2。在地球上的放射性矿物中所含的氦是α衰变的产物。氦在某些天然气中含有在经济上值得提取的量，最高可以含有7%，在美国的天然气中氦大约有1%。在地表的空气中每立方米含有4.6立方厘米的氦，大约占整个体积的0.0005%，密度只有空气的7.2分之一，是除了氢以外密度最小的气体。

## 制造
1. 天然气分离法：工业主要以含有氦的天然气为原料反复进行液化分馏，然后利用活性炭吸附提纯得到纯氦。
2. 合成氨法：在合成氨中，从尾气经分离提纯可得氦。
3. 空气分馏法：从液态空气中用分馏法从氖氦混合气中提取。
4. 铀矿石法：将含氦的铀矿石经过焙烧，分离出气体，再经过化学方法，除去水蒸气、氢气和二氧化碳等杂质提纯出氦。

## 用途
由于氦很轻，而且不易燃，因此它可用于填充飛船、气球、温度计、电子管、潛水服等。也可用于原子反应堆和加速器、激光器、冶炼和焊接时的保护气体，还可用来填充灯泡和霓虹灯管，也用来制造泡沫塑料。
由于氦在血液中的溶解度很低，因此可以加到氧气中防止减压病，作为潜水员的呼吸用气体，或用於治療氣喘和窒息。
液体氦的温度（-268.93℃）接近绝对零度（-273.15℃），因此它在超导研究中用作超流体，制造超导材料。液态氦还常用做冷却剂和制冷剂。在医学中，用于氩氦刀以治疗癌症。
它还可以用作人造大气层和镭射媒体的组成部分。
由于化学性质极其稳定，一般不与其它物质发生反应，氦气也用于防腐，毛泽东水晶棺内的气体即为氦气。

## 圖片

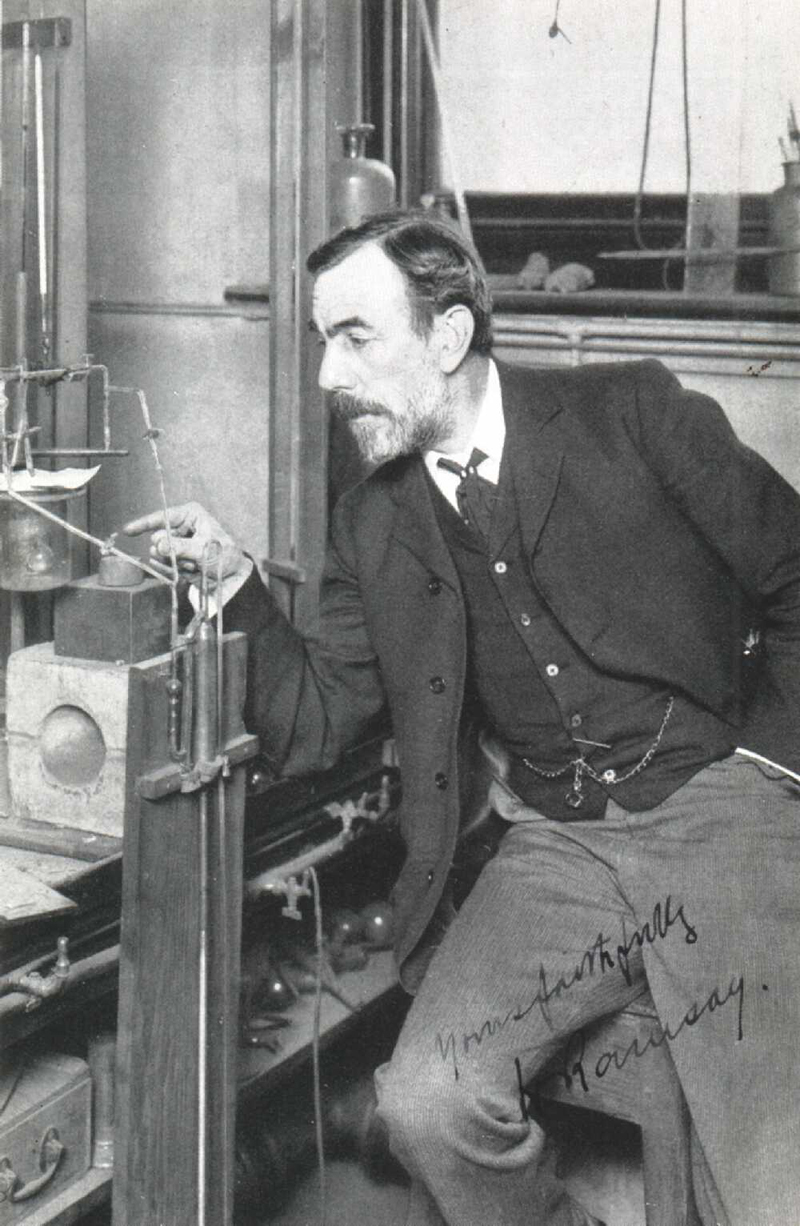
地层氦的发现者威廉·拉姆齐爵士
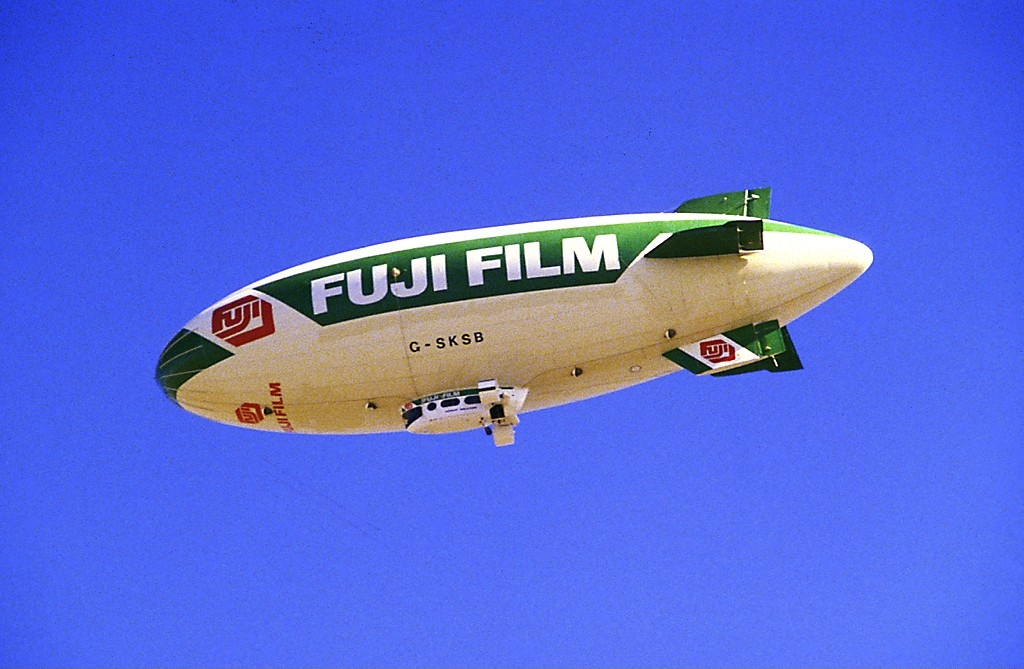
一艘內裡注滿氦的飛船
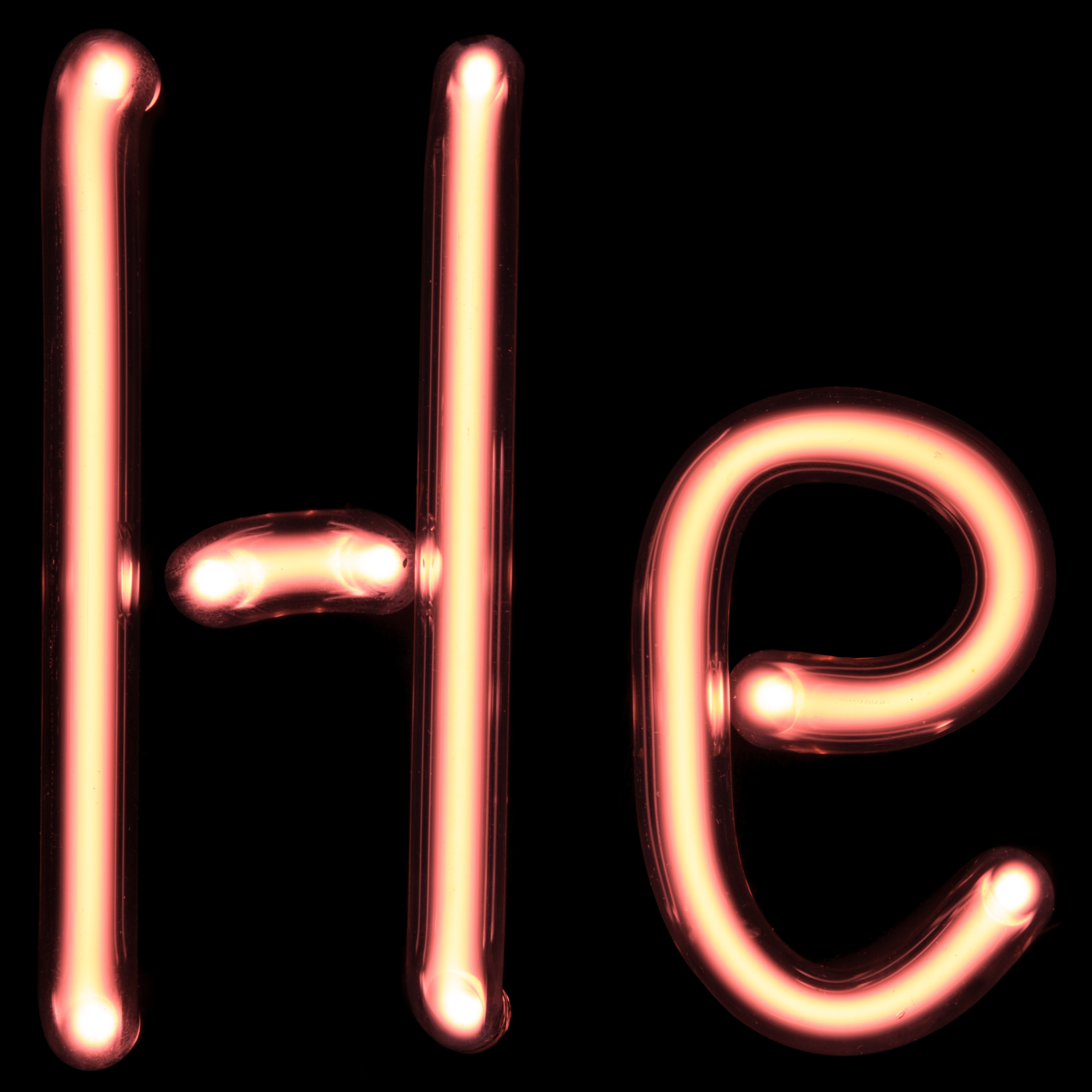
充滿氦氣，形似氦化學符號（He）的充氣放电管

## 其它

### 對聲音的影響
因為氦氣傳播聲音的速度差不多為空氣的三倍，这会改变人的声带的共振态，于是使得吸入氦氣的人說話的聲音的频率變高。這個有趣的現象使得吸入氦氣的人說話尖聲細氣，就好像舊時代的卡通人物一樣，與吸入六氟化硫後聲音變粗正好相反。这种现象经常被错误地解释为音速的提高直接导致声音频率的增加，或者氦气使得声带振动变快。

### 危害
如果大量吸入氦氣，會造成体内氧气被氦取代，因而发生缺氧。这样死亡的人数包括2003年在温哥华窒息的一名青年和2006年在南佛罗里达州窒息的两名成年人。1998年，来自维多利亚的一名澳大利亚女孩在吸入派对气球的全部氦气后失去知觉并脸色发蓝。另外，如果是由高壓氣瓶中直接吸入氦氣，那麼高流速且高压的氦氣會导致气压伤，嚴重破壞肺部組織。
因氦造成的死亡很少见。媒体记录的第一个因氦死亡的案例是来自德克萨斯州的15岁女孩，她于1998年在朋友聚会上因吸入氦气而死亡，死亡的确切类型尚不清楚。
在美国，2000年至2004年间仅报告了两起氦气死亡事件，其中一名男子于2002年在北卡罗来纳州因气压伤死亡。2003年，在温哥华有一名青年窒息，而在2000年有一名27岁的澳大利亚男子在吸入氦气瓶的氦气后发生栓塞。2006年，有两名成年人在南佛罗里达窒息。在2009年和2010年也有案例，一名加利福尼亚青年被发现头上套着一个挂在一个氦气罐上的袋子，而在北爱尔兰的另一名青少年死于氦气导致的窒息。在俄勒冈州鹰角，一名少女于2012年在一次聚会上死于气压伤。同年，密歇根州的一名女孩因缺氧而死亡。 
据爆料，2015年1月28日日本少女偶像團體3B junior的一名成員在參加BS朝日的綜藝節目錄影時，因玩變聲遊戲吸入氦氣後失去意識陷入昏迷被送醫治療，该事件直到一星期后的2月4日才被公开。朝日电视台的工作人员紧急召开记者会，表示该成员已被送往医院，目前出现眼部和四肢活动等康复迹象，但意识尚未完全恢复。由于忽视安全措施，警方已展开调查。同年4月21日台灣藝人楊又穎吸入過量氦氣自殺身亡。
液氦的危险性类似于液氮，其极度低温会造成冻伤，且如果不安装减压装置，氦的汽化膨胀比会引起爆炸。由于当温度低于10 K的氦气加热到室温时会发生快速而显着的热胀冷缩，因此装有5至10 K氦气的容器应当作装有液氦的容器进行处理。
大量而高壓（20个大气压或2 MPa）的氦氧混合气体會造成高壓緊張症候群，不過少量的氮就能夠處理這問題。

## 相關
- 氦-2
- 氦-3
- 氦-4
- 氦-5
- 零號元素
- 反氦
- 氦化钠

## 外部連結
- 元素氦在洛斯阿拉莫斯国家实验室的介紹（英文）
- —— 氦（英文）
- 元素氦在The Periodic Table of Videos（諾丁漢大學）的介紹（英文）
- 元素氦在Peter van der Krogt elements site的介紹（英文）
- WebElements.com – 氦（英文）